# قطعنامه ۱۸۵۰ شورای امنیت
قطعنامه ۱۸۵۰ شورای امنیت سازمان ملل متحد که در تاریخ ۱۶ دسامبر ۲۰۰۸ تصویب شد، سندی بین‌المللی دربارهٔ بررسی وضعیت خاورمیانه، از جمله مسئله فلسطین است. این قطعنامه طی نشست ۶۰۴۵ام با ۱۴ رای موافق، ۰ مخالف و ۱ ممتنع تصویب شد.